# Frauenkirche (Mnichov)

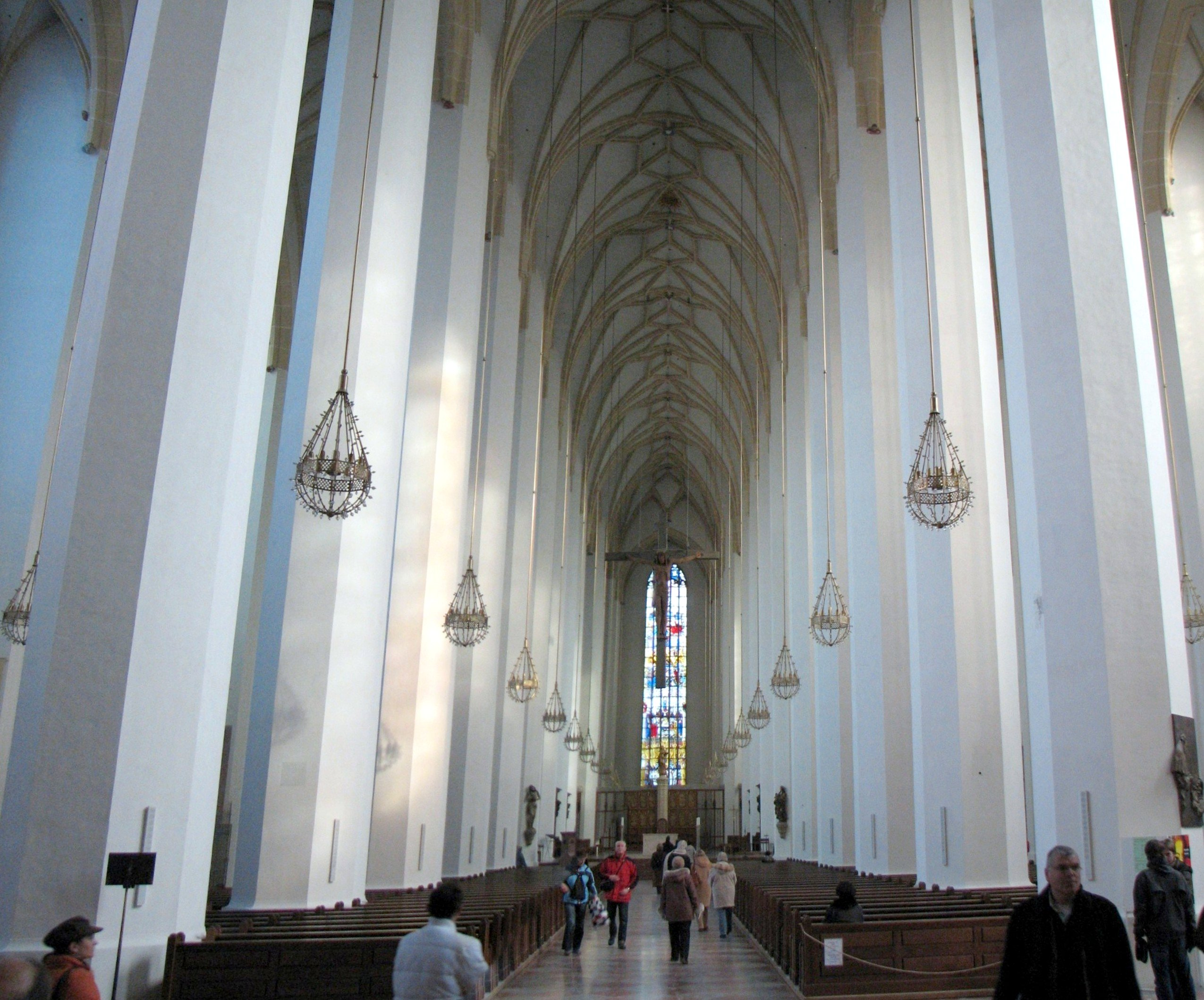
Pohled do hlavní lodě

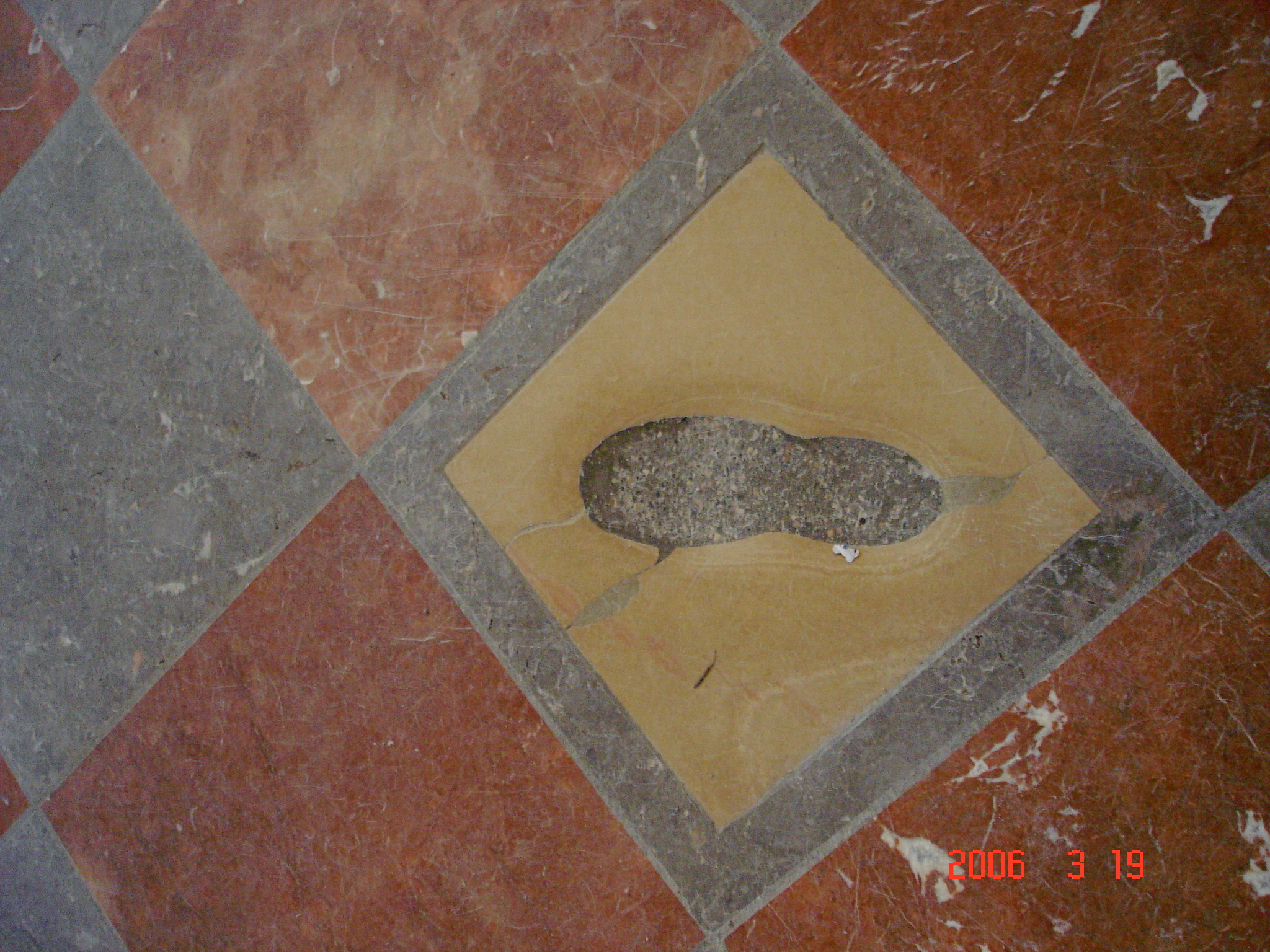
Ďáblova stopa

Frauenkirche (Domkirche zu Unserer Lieben Frau) v Mnichově patří se svými dvěma helmovými věžemi k nejznámějším dominantám města. Původně šlo o městský farní kostel (mariánské kostely většinou plnily tuto funkci), druhý nejstarší církevní svatostánek ve městě po kostele sv. Petra (Mnichované jej důvěrně nazývají Alter Peter). Roku 1818 přesídlili biskupové z Freisingu do Mnichova a mariánský kostel se stal biskupskou katedrálou.

## Stavba
Základní kámen k výstavbě chrámu položil bavorský vévoda Zikmund roku 1468 a stavbou pověřil stavitele Jörga von Halsbach. Sám také uhradil část nákladů. Pozdněgotická stavba z pálené cihly byla dokončena a vysvěcena v roce 1494. Slavné měděné kupole na 99 m vysokých vyhlídkových věžích, nazývané „vlašské helmové střechy“ vznikly až v roce 1525 a jsou považovány za předzvěst renesance.
Roku 1944 byl chrám vybombardován, těžce poškozen a vyplundrován, zůstaly stát obě věže, ale zřítily se klenby trojlodí, takže došlo ke zničení téměř veškeré vnitřní výzdoby. Propadla se také klenba krypty. Oltáře válku přečkaly v protileteckém krytu. Obnova chrámu trvala až do roku 1994.

## Interiér

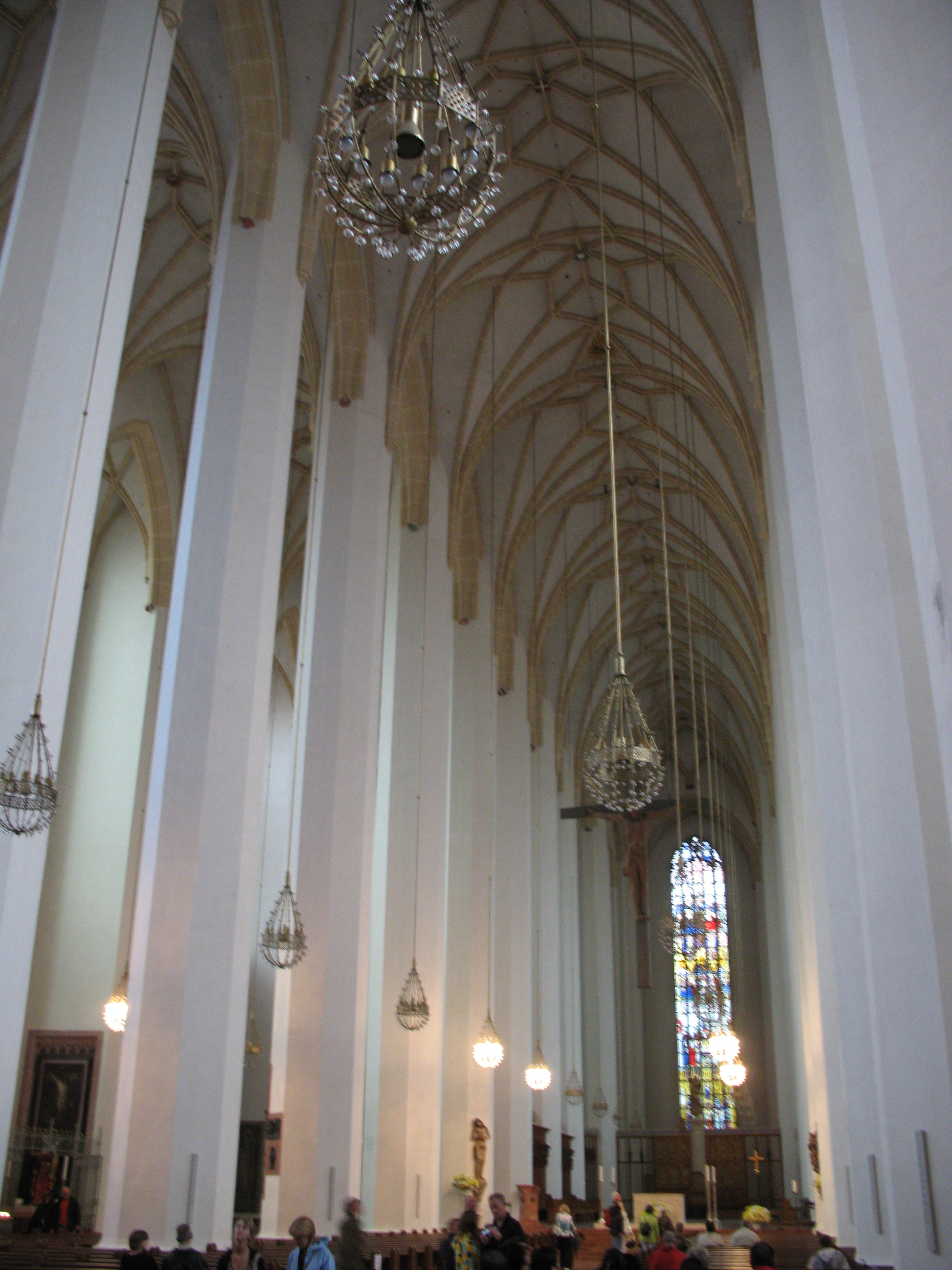
Katedrála Panny Marie, intreriér.

Přestože město Mnichov mělo v době výstavby pouhých 13 tisíc obyvatel, pojme chrámový prostor tisíce věřících. Trojlodní stavba je dlouhá 109 m a 40 m široká. Její zařízení je poměrně jednoduché: chórové lavice pocházejí z roku 1502, kromě nich se zde nacházejí jen fragmenty z období gotiky a baroka.
U hlavního vchodu nás zaujme luxusní raně barokní mauzoleum císaře Ludvíka IV. Bavora z černého mramoru s bronzovými figurami, které bylo pořízeno roku 1622 za vlády za Maximiliána I. Císařovy ostatky však neobsahuje, jde o kenotaf.
Podle barokní pověsti zanechal v dlažbě u vchodu stopu sám Ďábel, který se přišel podívat na právě dokončený kostel. Zaradoval se prý, že stavitel zapomněl na okna: masivní sloupoví je zakrývá a kromě toho bylo střední okno v chóru v barokní době zakryto obrovským oltářem. Když pekelník zjistil, že se mýlil, rozzlobil se, zadupal kopytem a vylétl ven. Jeho údajná stopa je dodnes viditelná v kameni.

## Knížecí hrobka (Fürstengruft)
Chrám byl původně zamýšlen jako rodová hrobka Wittelsbachů, což však nebylo nikdy zcela realizováno. Krypta byla znovuzřízena po roce 1945. Nejstarší hroby panovníků a příslušníků rodin mnichovských Wittelsbachů i Vartenberků se zde dochovaly v počtu 46., Nejznámější jsou hroby s ostatky císaře Ludvíka IV. Bavora, jeho synů (jedním z nich byl vévoda Štěpán II., známý z Vrchlického veselohry Noc na Karlštejně) a dalších až do Albrechta V., který zemřel roku 1579 a jeho manželky Anny Habsburské († 1590). Jako poslední z dynastie zde byl pohřben bavorský král Ludvík III., sesazený roku 1918 z trůnu.